# Walid Ben Selim
Walid Ben Selim (né en septembre 1984 à Casablanca) est un chanteur et compositeur marocain. Membre de la génération d’artistes apparue au Maroc dans les années 2000, il fonde le collectif N3rdistan et mène des créations mêlant poésie arabe et musiques contemporaines. Son travail comprend notamment Here and Now, The Dice Player et les Espaces Poétiques. Il a également composé pour le cinéma et a reçu le Prix de la Musique de la Fondation Orange (2023) ainsi que le Prix de la musique de film au Festival national du film de Tanger (2024).

## Biographie
Né dans la vieille médina de Casablanca, Walid Ben Selim commence la musique à l’âge de six ans au Conservatoire de Casablanca.  
À la fin des années 1990 et au début des années 2000, il participe à la scène artistique émergente marocaine, que la presse associera plus tard au mouvement Nayda. Il s’installe en France en 2002.
En 2010, il effectue une résidence de création au Gowri Art Institute au Kerala (Inde), sous la direction de Sajitha Shankar, et approfondit alors son travail sur la poésie arabe classique, notamment Abou al-Alaa al-Maari et Mansur al-Hallaj.

### N3rdistan
En 2012, Walid Ben Selim fonde le collectif N3rdistan, qui mêle rap, électro et poésie arabe. Le collectif est sélectionné aux Inouïs du Printemps de Bourges et révélé à Visa For Music 2015.  
Avec plus de 200 concerts à son actif, N3rdistan s’est produit dans divers festivals internationaux et sur des scènes reconnues.

### Créations
Parallèlement, Walid Ben Selim développe des projets artistiques autour de la poésie et de sa mise en musique. En 2019, il crée The Dice Player à partir du poème de Mahmoud Darwich, une pièce mêlant théâtre et musique pour les musiciens de l’Opéra de Montpellier.  
En 2024, il sort Here and Now, salué par la critique et figurant dans la sélection Top of the World du magazine *Songlines* (n°204, janvier 2025).  
En 2024 apparaît également l’opéra Ali, co-composé avec Grey Filastine et Brent Arnold, livret d’Ali Abdi Omar et Ricard Soler Mallol ; créé à La Monnaie (Bruxelles) en avril 2024 dans le cadre de la programmation de l’institution, la musique allie percussions électroniques, voix et orchestre dans un style hybride.,
Il crée également les Espaces Poétiques, des rencontres artistiques pluridisciplinaires réunissant poètes, musiciens et acteurs dans un cadre de résidence.  
Son travail pour le cinéma comprend *Urgence ordinaire* (2018), *Sidi Valentin* (2021, Netflix) et *Moroccan Badass Girl* (2022).

## Style et influences
Son univers mêle poésie arabe classique et contemporaine à des sonorités issues du rap, de l’électro et des musiques du monde.  
La presse souligne la singularité de sa démarche et sa capacité à relier différentes traditions musicales et poétiques.

## Distinctions
- Prix de la Musique de la Fondation Orange (2023) – pour la création Here and Now.[15]
- Prix de la musique de film au Festival national du film de Tanger (2024) – pour la bande originale de *Moroccan Badass Girl*.[16]

## Discographie

### Avec N3rdistan
- N3rdistan (2019)

### Solo
- Here and Now (Live at City Club) (2024)